# Раневое отделяемое
Ранево́е отделяемое — продукты развития раневого процесса (появления и исчезновения раны). На различных стадиях заживления раны характер отделяемого различен.

## Стадии раневого процесса
Н. И. Пирогов на основании клинических признаков выделил три стадии раневого процесса:
1. Отёк.
2. Очищение раны (первые 4-14 дней).
3. Стадия гранулирования.

В первой фазе, отделяемое — это скудное выделение преимущественно серозной жидкости со сгустками крови и налётами фибрина.
Во второй фазе происходит активный аутолиз клеток, активизируются механизмы иммунитета, из раны помимо серозной жидкости начинают поступать также частицы некротизированных тканей и конгломераты мёртвых лейкоцитов и бактерий. Жидкость, поступающая из раны, приобретает гнойный характер, периодически в ней могут появляться сгустки крови из-за гнойно-некротического расплавления сосудов.
В третьей фазе количество отделяемого резко уменьшается, рана фактически очищается от мёртвых тканей, блокируется микробная агрессия. Отделяемое снова становится скудным, серозно-геморрагического характера.

## Варианты состава раневого отделяемого
Также из раны могут поступать различные продукты распада и жизнедеятельности различных макро- и микроорганизмов. В зависимости от локализации процесса и состояния иммунной системы различается преобладающая в раневом отделяемом микрофлора.
В состав раневого отделяемого могут входить также и продукты желёз внешней и внутренней секреции, состав отделяемого зависит от того, какие органы затронуты раной.